# Бароне, Оттавио
Отта́вио Баро́не (29 сентября 1974, Рим, Италия) — итальянский боксёр средней весовой категории, участник летних Олимпийских игр 2000 года.

## Спортивная биография
Оттавио Бароне родился 29 сентября 1974 года в Риме. Первоначально он занимался карате и кикбоксингом, но в 19 лет перешёл бокс.
В 2000 году Бароне дебютировал на летних Олимпийских играх в Сиднее в категории до 75 кг. В первом же раунде Оттавио уступил греческому боксёру Антониос Яннулассу 10:17 и выбыл из дальнейшей борьбы. Всего на любительском ринге Бароне провёл 65 поединков. В них он одержал 50 побед (26 нокаутом), также на его счету 12 поражений и 3 ничьи.
4 мая 2001 года Бароне дебютировал на профессиональном ринге. Первым его соперником стал венгр Балаш Сабо. Уже во втором раунде итальянский боксёр одержал победу техническим нокаутом. Первое поражение у Бароне случилось только в 9-м матче, уступив португальцу Эухениу Монтейру. 21 ноября 2003 года итальянский боксёр провёл свой первый 12-раундовый поединок. В борьбе за вакантный титул Интерконтинентального чемпиона по версии IBF Бароне столкнулся с бельгийцем Майком Альгутом. Поединок получился упорным, но победу в нём по очкам одержал Оттавио. В марте 2004 года Бароне смог защитить свой титул, победив техническим нокаутом ещё одного бельгийца Лансана Диалло. В июле Бароне провёл вторую защиту титула и уже в третьем раунде был отправлен в нокаут французом Робертом Роселья. После этого поражения итальянский боксёр завершил свою спортивную карьеру, но в 2009 году Бароне вернулся на ринг и провёл ещё два боя, победив в обоих, а затем окончательно ушёл из бокса.
После ухода из бокса Бароне вернулся к занятия каратэ и кикбоксингом. С 2011 года он активно начал заниматься муай таем.

## Личная жизнь
- Некоторое время работал охранником в ночных клубах Рима.